# Patrimonialgericht Steinfurth
Das Patrimonialgericht Steinfurth war als Patrimonialgericht für einige Dörfer zuständig, die überwiegend den Freiherren Löw von Steinfurth gehörten.

## Zusammensetzung
Zum Gerichtsbezirk des Patrimonialgerichts Steinfurth gehörten:
- Nieder-Florstadt[1], das zum Löw’schen Anteil der 1819 aufgelösten ehemaligen Ganerbschaft Staden gehörte.
- Ober-Florstadt[2], das ebenfalls zum Löw’schen Anteil der 1819 aufgelösten ehemaligen Ganerbschaft Staden gehörte.
- Steinfurth, bis 1806 ein Lehen der Fürsten von Nassau an die Freiherren Löw von Steinfurth.[3]
- Wisselsheim, ein bis 1806 reichsfreier unmittelbarer Besitz, den sich die Freiherren Löw von Steinfurth (11⁄12) mit den Freiherren Schenck zu Schweinsberg (1⁄12) teilten.[4]

## Geschichte
Die Dörfer fielen 1806 durch die Rheinbundakte an das Großherzogtum Hessen. Dies aber berührte die Rechte der Inhaber der Patrimonialgerichtsbarkeit zunächst nicht, die sie weiter ausübten.
Die Patrimonialgerichtsbarkeit umfasste nicht nur die erstinstanzliche Rechtsprechung, sondern auch eine Reihe von Kompetenzen im Bereich der öffentlichen Sicherheit und Ordnung, ähnlich der eines Amtes in größeren Territorien. Das Großherzogtum Hessen war im Sinne des staatlichen Gewaltmonopols bestrebt, diese hoheitlichen Kompetenzen selbst zu übernehmen. So kam es im April 1822 zunächst zu einem entsprechenden Übereinkommen zwischen dem Großherzogtum und den Schencken zu Schweinsberg, in dem diese unter anderem den 1⁄12-Anteil an Wisselsheim an den Staat abtraten. Der Staat ließ seine Rechte hier durch das Landgericht Friedberg und den Landratsbezirk Butzbach wahrnehmen. 
Die gesamte Patrimonialgerichtsbarkeit der Freiherren Löw zu Steinfurth – darunter auch das Patrimonialgericht Steinfurth – wurde in der Folge dem Erscheinungsbild der staatlichen Gerichte angeglichen und zum Ende des Jahres 1822 in einem „Großherzoglich Hessischen Landgericht der Freiherren von Löw“ vereinigt, das seinen Sitz in Friedberg nahm, womit das Patrimonialgericht Steinfurth aufhörte zu bestehen.